# یهودی دربار
یهودی دربار (آلمانی: Hofjude, Hoffaktor) یک فرد یهودی بانکدار بود که به حاکمان اروپایی پول قرض می‌داد. در برابر این خدمت یهودیان دربار مقام بالایی در اجتماع داشتند و حتی بعضی اوقات اجازه می‌یافتند که جزو خاندان اشرافی آن کشور شوند.
در این زمانها اشراف و حتی کلیساها از رباخواران وام می‌گرفتند و آنان را به عنوان مسئول اقتصاد انتخاب می‌کردند. یهودیان از ارتباطات خانوادگی خود با بقیه یهودیان و حتی ارتباطات بین‌المللی با سایر یهودیان دنیا استفاده کرده و منابع لازم را برای حاکمان تهیه می‌کردند.
در زمانی که حکومت شاهنشاهی در اروپا قدرت یافت تعداد زیادی از یهودیان اشکنازی در دربار به کار گرفته شدند. این افراد قدرت و ثروت زیادی به دست آورده و دارای موقعیتهای اجتماعی بالا شدند؛ ولیکن قدرت یهودی دربار در دنیای مسیحی بیشتر از طریق ارتباط با حاکم مسیحی و کلیسا بود. به همین دلیل گاهی اوقات بعضی اشرافیان بدهی خود را پرداخت نمی‌کردند. اگر کسی که یهودی را حمایت می‌کرد میمرد او ممکن بود اخراج شده یا کشته شود. معروفترین نمونه از این اتفاقات در ورتمبرگ افتاد که بعد از مرگ چارلز الکساندر در ۱۷۳۷ جوزف شوس اپنهایمر محاکمه و اعدام شد. برای جلوگیری از این اتفاق بعضی یهودیان دربار موفق شدند تجارت خود را از دربار جدا کرده و به صورت مستقل ادامه دهند. نظیر این افراد، کسانی مانند ساموئل بیشرودر، میر امشل روتشیلد و آرون الیاس سلیگمن بودند.

## پیش زمینه
یهودیان به صورت سنتی از بسیاری شغلها منع بودند. در این زمان یهودیان به تعداد زیاد به شغل رباخواری گرویده شدند، زیرا در دین مسیحیت وام دادن با سود ممنوع بود ولیکن در دین یهودیت وام دادن با سود به یک غیریهودی (جنتیل) دارای ایراد نبود. به دلیل ممنوع بودن رباخواری در بین مسیحیان که اکثریت جامعه بودند یک نوع مونوپولی در بین رباخواران ایجاد شد و آن‌ها می‌توانستند سودی بسیار بیشتر از مقدار واقعی دریافت کنند؛ ولیکن این نوع سود شدید باعث عدم امنیت برای رباخواران یهودی می‌شد به صورتی که هر از چند گاهی ممکن بود کشته یا اخراج شوند. این اتفاق در طول تاریخ بارها تکرار شده‌است و یهودیان رباخوار به صورت دسته جمعی از یک کشور اروپایی به کشوری دیگر اخراج شده‌اند.
با اینکه به صورت رسمی آنچه «یهودی دربار» نامیده می‌شود تا قبل از قرن ۱۷ وجود نداشت ولیکن نمونه‌های مشابهی تا قبل از قرن هفدهم نیز وجود دارد. یک نمونه از این افراد خوزه گلوکستر است که از حمله ریچارد دو کلیر به ایرلند در سال ۱۱۷۰ میلادی حمایت مالی کرد. آرون لینکلنی در قرن ۱۲ ثروتمندترین فرد انگلستان بود و در زمان مرگ چیزی بیش از ۱۰۰۰۰۰ پوند ثروت داشت. یک فرد معروف دیگر ویولین استراسبورگ است که در قرن ۱۴ یکی از ثروتمندترین افراد اروپا بود و ۳۴۰۰۰۰ فلورین به ادوارد سوم انگلستان در زمان جنگ صد ساله در سال ۱۳۳۹ وام داد. در قرن ۱۶ یهودیان رباخوار به شدت به حاکمان اروپایی متصل شدند. جوزف گلدشمیت از فرانکفورت مهم‌ترین تاجر یهودی در زمان خودش بود.
بیشتر یهودیان سفاردی در غرب مشغول تجارت بودند و یهودیان اشکنازی در خدمت امپراطوران و حاکمان اروپایی تجارت داخلی را مدیریت می‌کردند. بیشتر این یهودیان دربار نه به دلیل شخصیتی خاص، بلکه به دلیل فایده اقتصادی آن‌ها به مقامات بالا می‌رسیدند. بیشتر یهودیان دربار باید دین خود و بقیه یهودیان را نفی می‌کردند و توسط مردم مورد نفرت بودند. آن‌ها تنها زمانی می‌توانستند به بقیه یهودیان کمک کنند که حاکم خود را تحت کنترل کامل داشتند. وقتی که این افراد به سرنوشت بدی می‌رسیدند بیشتر همدینان آن‌ها نیز سرنوشت مشابهی پیدا می‌کردند.
یهودیان دربار ماموران حاکم یک کشور بودند و در زمان جنگ خزانه دار آن بودند. این افراد اجازه داشتند که نشان یهودی بودن را به لباس خود نچسبانند. آن‌ها اجازه داشتند که هر جایی که امپراتور ساکن می‌شد ساکن شوند و حتی در نقاطی که هیچ یهودی اجازه زندگی نداشت زندگی کنند. آن‌ها اجازه داشتند هر جا خواستند خانه بخرند، به صورت کوشر ذبح کنند و یک حاخام با خود داشته باشند. آن‌ها اجازه داشتند محصولات خود را هر جا خواستند به فروش برسانند و مالیات آن‌ها بالاتر از مالیات مسیحیان نبود.
بعضی اوقات یهودیان مسئول جمع‌آوری مالیات می‌شدند. این شغل باعث نفرت بسیار زیاد مردم از آن‌ها بود و در تاریخ یهودستیزی نقش زیادی دارد.

## در دربار اتریش
امپراطوران روم از خانه هابسبورگ دارای تعداد زیادی یهودی دربار بودند. به صورت مثال فردیناند دوم دارای :سولومون و بر میر، جوزف پینچرله، موزس و جوزف ماربرگر، ونچورا پارینته، الیجا چایفون، ساموئل زوم دراخن، ساموئل زوم استراسن، ساموئل زوم وایسن، موردخای میسل و جاکوب باسوی بود.
افراد معروف دیگر ساموئل اپنهایمر که در وین بود و ساموئل ورتهایمر که در ورمز بود بودند.

## یهودیان دربار معروف
لیستی از یهودیان دربار معروف به شهر زیر است:
- ایزاک ابرابانل (۱۴۳۷ - ۱۵۰۸) مسئول منابع مالی دربار پرتغال و اسپانیا
- سر ادوارد برامپتون (۱۴۴۰ - ۱۵۰۸) پسرخوانده ادوارد چهارم که استاندار گوئرنسی شد
- آبراهام زاکوتو (۱۴۵۰-۱۵۱۰)
- موزس و راشل فیشل از کرکوف یهودیان دربار در زمان حکومت جان اول آلبرت لهستان
- جوزل روشایم (۱۴۷۶ - ۱۵۵۴)
- موردخای میسل (۱۵۲۸-۱۶۰۱)
- جاکوب باسوی (۱۵۸۰-۱۶۳۴)
- چاخوم فرست (۱۵۹۲-۱۶۵۳) ثروتمندترین یهودی در هامبورگ
- موزس اسرائیل فرست (۱۶۱۷ - ۱۶۹۲) یهودی دربار در هامبورگ
- لفمان بهرندز (۱۶۳۰-۱۷۱۴) در هامبورگ
- ساموئل اپنهایمر (۱۶۳۵-۱۷۰۳) مسئول تأمین منابع مالی برای جنگ در امپراتوری روم
- دیوید کوهن کنت لارووتو (۱۶۲۸ - ۱۷۰۴) مشاور لوئیس اول شاهزاده موناکو
- سامسون ورتهایمر (۱۶۵۸-۱۷۲۴) حاخام اصلی مجارستان و موراویا، یهودی دربار در اتریش
- ایساکر برند لهمان (۱۶۶۱-۱۷۳۰)
- بارون پیتر شافیروف (۱۶۷۰-۱۷۳۹) نایب حکومت روسیه در زمان پتر کبیر
- جوزف شوس اپنهایمر (۱۶۹۸-۱۷۳۸) یهودی دربار چارلز الکساندر، دوک ورتمبورگ
- آرون بیر (۱۷۴۰) در اوریخ و فرانکفورت
- لو سینزهایم (۱۶۷۵-۱۷۴۴) یهودی دربار مینز
- اسرائیل ادلر ون هونیگسبرگ (۱۷۲۴-۱۷۸۹) یهودی دربار که تجارت تنباکو را به صورت کامل در اختیار داشت. اولین یهودی اتریشی که بدون مسیحی شدن اشرافی شد.
- جواخیم ادلر ون پپر (۱۷۲۰- ۱۷۹۵) در تجارت تنباکو با اسراییل ادلر بود. دومین یهودی اتریش که بدون مسیحی شدن اشرافی شد.
- دانیل ایتزیگ (۱۷۲۳-۱۷۹۹) یهودی دربار در دربار فردریک دوم کبیر و فردریک ویلیام دوم پروسیا
- رافائل کائولا (۱۸۱۰)
- میر امشل روتشیلد (۱۷۴۴-۱۸۱۲) یهودی دربار ویلیام اول حاکم هس
- اسرائیل جاکوبسن (۱۷۶۸-۱۸۲۸) یهودی دربار در برونزویک
- وولف بیدنباخ (۱۷۵۱-۱۸۲۹) یهودی دربار هس
- برنارد ون اسکلس (۱۷۵۳-۱۸۳۹) یهودی دربار جوزف دوم و فرانسیس دوم حاکمان اتریش

## در فرهنگ
اسحاق یهودی در رمان آیوانهو به عنوان یهودی دربار پرنس جان است.